# 美丽马尾杉
美丽马尾杉（学名：Phlegmariurus pulcherrimus），为石杉科马尾杉属下的一个植物种。